# 卡瓦帕納斯區
卡瓦帕納斯區（西班牙語：Distrito de Cahuapanas），是秘魯的一個區，位於該國東北部洛雷託大區的達特姆德爾馬拉尼翁省，始建於1886年2月7日，面積4,982.93平方公里，海拔高度168米，2005年人口7,334，人口密度每平方公里1.5人。